# Rancho del Medio
Rancho del Medio  es una localidad de la provincia de Matanzas, en Cuba. En 1942 estaba incluido en el término municipal de Máximo Gómez, con la cabecera del término del mismo nombre y Sabanilla de la Palma.
En el año 1942 Dolores Pérez Cantún era alcalde de barrio de Rancho del Medio.

## Demografía
La evolución de la población de la localidad ha sido:
| 2533                | 3139 | 3114 |
| (Fuente: Guije.com) |      |      |